# Rasualampi
Rasvalampi eller Rasualampi är en sjö i Finland. Den ligger i kommunen Lappo i landskapet Södra Österbotten, i den centrala delen av landet, 300 km norr om huvudstaden Helsingfors. Rasvalampi ligger 100 meter över havet. Arean är 12,8 hektar och strandlinjen är 2,22 kilometer lång. Sjön  ingår i Lappo å huvudavrinningsområde.   I omgivningarna runt Rasvalampi växer i huvudsak blandskog.